# Associazione dei paesi e territori d'oltremare
L'Associazione dei paesi e territori d'oltremare (in inglese Overseas Countries and Territories Association, OCTA; in francese Association des pays et territoires d'outre-mer de l'Union européenne, PTOM) è un'organizzazione internazionale fondata il 17 novembre 2000 durante la conferenza dei primi ministri dei paesi e territori d'oltremare a Bruxelles (Belgio) che comprende quasi tutti i territori speciali degli stati membri dell'Unione europea il cui scopo è migliorare lo sviluppo economico dei paesi e territori d'oltremare e la collaborazione con l'Unione europea. Attualmente è composta da 22 membri. Il 25 giugno 2008 a Bruxelles è stato firmato il trattato di cooperazione tra UE ed OCTA.

## Presidenti

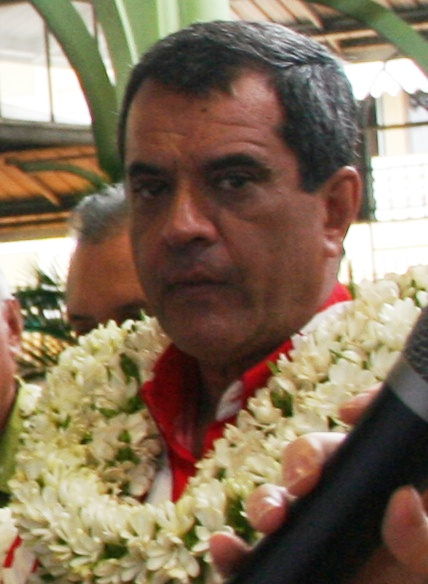
Édouard Fritch, premier della Polinesia Francese e presidente in carica dell'OCTA.

Dal 2011 vengono eletti i presidenti che hanno la durata annuale, finora hanno ricoperto la carica:
- Reuben Meade, premier di Montserrat (1º gennaio - 31 dicembre 2011)
- Kuupik Kleist, premier della Groenlandia (1º gennaio - 31 dicembre 2012)
- Stéphane Artano, presidente del consiglio territoriale di Saint-Pierre e Miquelon (1º gennaio - 31 dicembre 2013)
- Orlando Smith, premier delle Isole Vergini britanniche (1º gennaio 2014 - 25 febbraio 2015)
- Ivar Asjes, premier di Curaçao (26 febbraio - 31 agosto 2015)
- Bernard Whiteman, premier di Curaçao (31 agosto 2015 - 25 febbraio 2016)
- Michiel Godfried Eman, premier di Aruba (25 febbraio 2016 - 23 febbraio 2017)
- Sharlene Cartwright Robinson, premier di Turks e Caicos (23 febbraio 2017 - 23 febbraio 2018)
- Édouard Fritch, premier della Polinesia Francese (23 febbraio 2018 - in carica)

## Territori e paesi d'oltremare membri dell'OCTA
I membri dell'OCTA sono:
- Anguilla, America centrale ( Regno Unito)
- Aruba, America centrale ( Regno dei Paesi Bassi)
- Bermuda, America settentrionale ( Regno Unito)
- Bonaire, America centrale ( Paesi Bassi)
- Curaçao, America centrale ( Regno dei Paesi Bassi)
- Groenlandia, America settentrionale ( Danimarca)
- Isole Cayman, America centrale ( Regno Unito)
- Isole Falkland, America meridionale ( Regno Unito)
- Isole Pitcairn, Oceania ( Regno Unito)
- Isole Vergini Britanniche, America centrale ( Regno Unito)
- Montserrat, America centrale ( Regno Unito)
- Nuova Caledonia, Oceania ( Francia)
- Polinesia francese, Oceania ( Francia)
- Saba, America centrale ( Paesi Bassi)
- Saint-Barthélemy, America centrale ( Francia)
- Saint-Pierre e Miquelon, America settentrionale ( Francia)
- Sant'Elena, Ascensione e Tristan da Cunha, Africa ( Regno Unito)
- Sint Eustatius, America centrale ( Paesi Bassi)
- Sint Maarten, America centrale ( Regno dei Paesi Bassi)
- Terre australi e antartiche francesi, Africa e Antartide ( Francia)
- Turks e Caicos, America centrale ( Regno Unito)
- Wallis e Futuna, Oceania ( Francia)

## Dialogo UE-OCTA-stati membri
Il forum tra OCTA, Unione europea e stati membri si svolge con cadenza circa annuale dal 2002, alternativamente a Bruxelles (Belgio) e in uno degli stati membri:
- I - settembre 2002 - Bonaire
- II - dicembre 2003 - Bruxelles (Belgio)
- III - marzo 2005 - Polinesia Francese
- IV - dicembre 2005 - Bruxelles (Belgio)
- V - settembre 2006 - Groenlandia
- VI - novembre 2007 - Bruxelles (Belgio)
- VII - novembre 2008 - Isole Cayman
- VIII - marzo 2010 - Bruxelles (Belgio)
- IX - marzo 2011 - Nuova Caledonia
- X - gennaio 2012 - Bruxelles (Belgio)
- XI - settembre 2012 - Groenlandia
- XII - dicembre 2013 - Bruxelles (Belgio)
- XIII - febbraio 2015 - Isole Vergini britanniche
- XIV - febbraio 2016 - Bruxelles (Belgio)
- XV - febbraio 2017 - Aruba
- XVI - febbraio 2018 - Bruxelles (Belgio)
- XVII - (data da definire) 2019 - Polinesia Francese